# Fako
Pour l’article ayant un titre homophone, voir FACO.
Ne pas confondre avec le Fako, le sommet du mont Cameroun.
Le Fako est un département du Cameroun situé dans la région du Sud-Ouest. Son chef-lieu est Limbé.

## Géographie
Le département s'étend sur la majeure partie du massif du Mont Cameroun culminant à 4 094 m au sommet du Fako, qui donne son nom au département. Ce massif est un volcan en activité aux éruptions menaçant des villages à plusieurs reprises, ses coulées de lave façonnent la côte sur le golfe de Guinée des caps Debundscha et Nachtigal aux baies d'Ambas et Man O'War. Les plaines côtières de Tiko à l'est, et de la Sanje (Idenau) à l'ouest s'étendent au pied du massif. Au nord la localité de Muyuka est située dans la plaine intérieure du Mungo.

## Histoire
Au début du XXe siècle, la colonie allemande du Kamerun instaure les deux districts de Buéa et de Victoria. Après 1916, l'administration coloniale britannique les regroupe dans l'unique région de Victoria ou Victoria Division. Le ressort territorial du département établi en 1963, est démembré en 1968 de l'arrondissement de Bamusso qui est rattaché au département voisin du Ndian. En 1975, les départements de Kumba et de Victoria (devenue Limbé en 1982) sont divisés en trois : Ndian, Mémé et Fako.

## Arrondissements et Communes
Le département est découpé en 7 arrondissements et/ou communes :
| COG    | Communes   | Chef-lieu  | Superficie (km²) | Population (2005) |
| ------ | ---------- | ---------- | ---------------- | ----------------- |
| SW0101 | Limbé Ier  | Poh        | 79,90            | 93 255            |
| SW0102 | Buéa       | Buéa       | 534,2            | 131 325           |
| SW0103 | Tiko       | Tiko       | 468,7            | 112 884           |
| SW0104 | Muyuka     | Muyuka     | 476,6            | 86 268            |
| SW0105 | Limbé II   | Mukundange | 58,36            | 16 401            |
| SW0106 | Limbé III  | Bimbia     | 112,5            | 8 254             |
| SW0107 | West Coast | Idenau     | 305,4            | 12 725            |

.
West Coast est le nom de l'arrondissement, alors que la commune est Idenau Council.

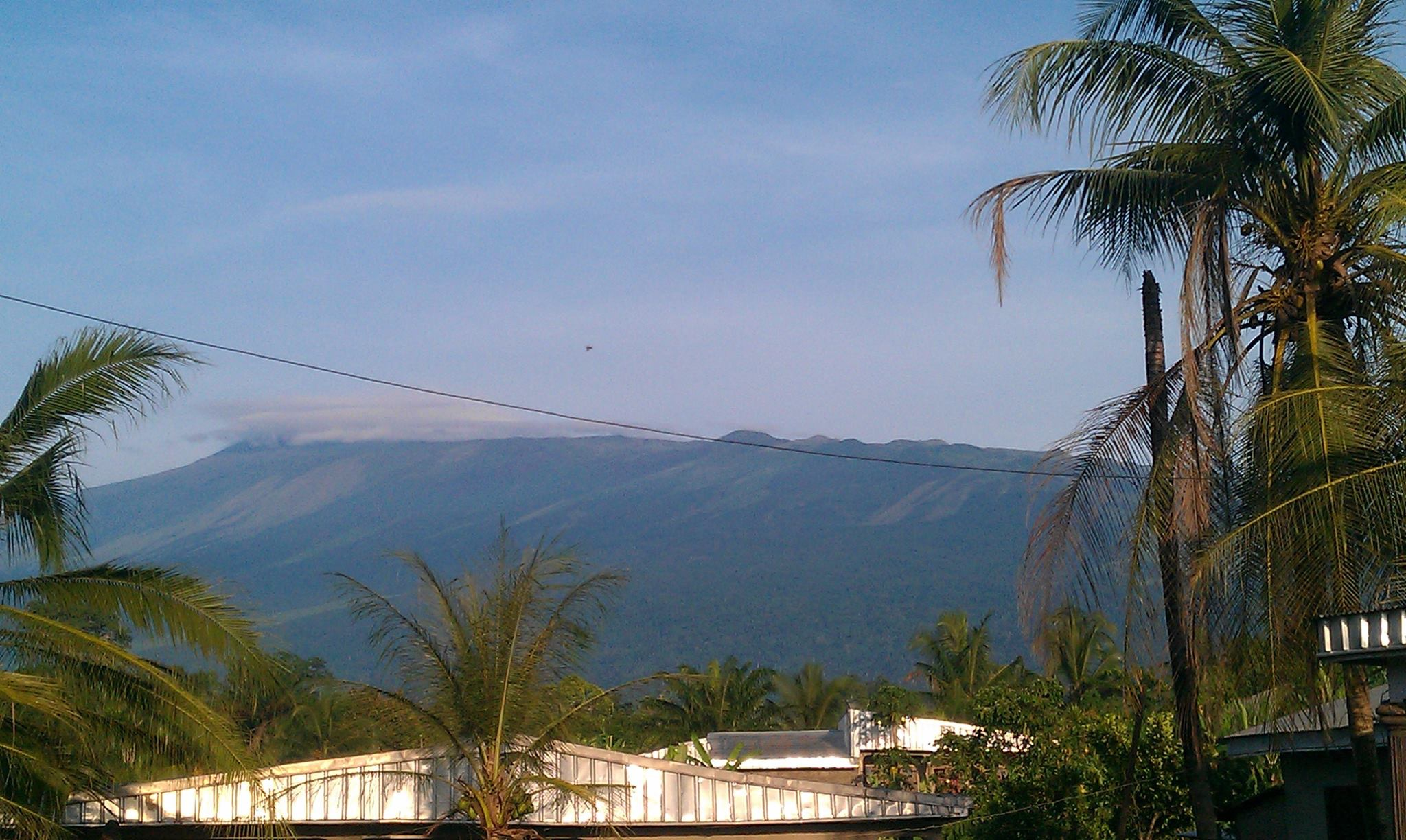
Mont fako (Mont Cameroun)

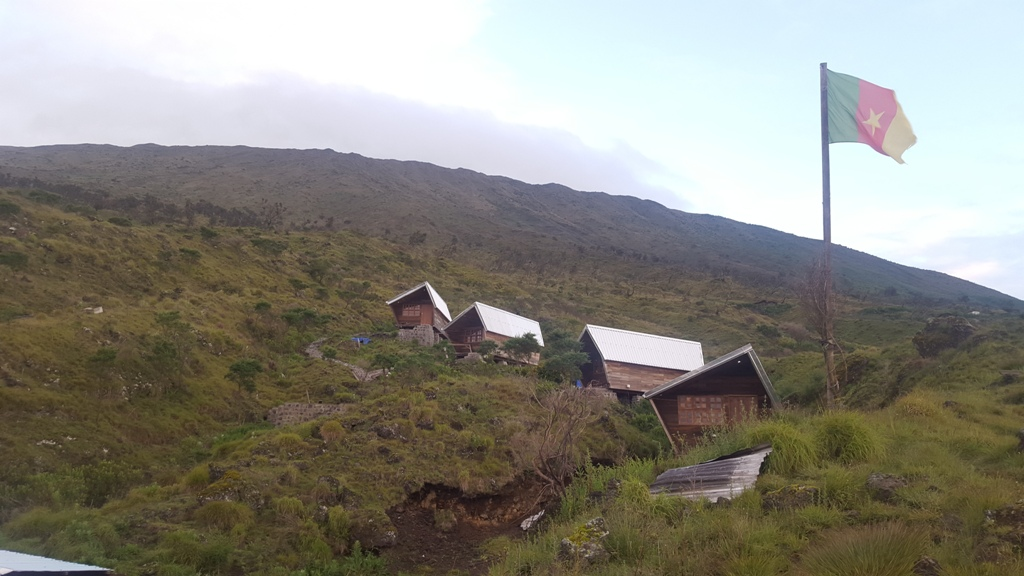
Campement sur Mont Fako

## Chefferies traditionnelles
Le département du Fako compte deux chefferies traditionnelles de 1er degré, neuf chefferies de 2e degré et 124 chefferies de 3e degré,, les deux chefferies de 1er degré sont :
- Chefferie Bakweri, Arrondissement de Buéa
- Chefferie Bakweri, Arrondissement de Limbé

## Population
La population du département à 66,5 % urbaine, atteint 466 412 habitants lors du recensement de 2005, son accroissement annuel est de 3,5 % sur la période 1987-2005.

## Économie
Les plantations de la CDC (Cameroon Development Corporation) constituent le premier employeur, elles produisent notamment caoutchouc, bananes, et huile de palme.

## Environnement
Le département s'étend sur les pentes du Mont Cameroun, à l'exception du quart nord-ouest qui relève du département voisin de la Meme. L'aire d'altitude est protégée et fait partie du Parc national du mont Cameroun créé en 2009.

### Sources
- Décret n°2007/115 du 13 avril 2007 et décret n°2007/117 du 24 avril 2007